# Friedrich von Forstner
Friedrich Wilhelm Johann Karl von Forstner (* 28. März 1822 in Köln; † 9. März 1869 in Koblenz) war ein preußischer Landrat im Kreis Wittlich und Regierungsrat in Koblenz.

## Herkunft
Forstner war ein Sohn des preußischen Oberstleutnants Friedrich Ludwig Wilhelm Freiherr von Forstner und dessen Ehefrau Ida, geb. Bruchmann.

## Leben
Nachdem er die Reifeprüfung an einem Kölner Gymnasium abgelegt hatte, studierte er von 1841 bis 1842, u. a. an der Universität Bonn, Rechts- und Staatswissenschaften. Im Jahr 1844 wurde er zunächst Auskultator am Berliner Kammergericht, dann 1846 Gerichtsreferendar und 1849 Gerichtsassessor. Im Januar 1850 wechselte er zur Regierung Trier und am 13. März 1850 übernahm er vertretungsweise die Verwaltung des Landratsamtes Wittlich, dem am 11. April 1853 die Ernennung zum Landrat des Kreises Wittlich folgte. Von diesem Amt wurde er am 12. Mai 1855 per Allerhöchster Kabinettsorder entbunden und als Assessor an die Regierung Koblenz versetzt. Am 24. Mai 1860 wurde er zum Regierungsrat ernannt. 9 Jahre später verstarb er während der Ausübung seines Dienstes in Koblenz.

## Familie
Forstner war seit dem 14. Februar 1852 in erster Ehe mit Wilhelmine Auguste von Schack, Tochter des preußischen Generalmajors August von Schack und dessen Ehefrau Wilhelmine Freiin, geborene von Forstner (1802–1875), verheiratet. Nach dem Tod der ersten Ehefrau bei der Geburt des ersten Kindes Hans von Forstner, hatte er in zweiter Ehe am 10. August 1855 deren Schwester Anna von Schack (1837–1911) geheiratet.